# LNMP
 (avril 2025).
L'article doit être relu — et modifié si nécessaire — par des contributeurs indépendants pour apporter un regard critique aux contributions effectuées en violation des conditions d'utilisation de Wikipédia, tant sur la forme (notamment concernant le style encyclopédique, la proportionnalité) que sur le fond (la neutralité de point de vue, la qualité et l'indépendance des sources).
 (avril 2025).
Motif : Sources attestant de la notoriété ?
- Archive Wikiwix
- Bing
- Cairn
- DuckDuckGo
- E. Universalis
- Gallica
- Google
- G. Books
- G. News
- G. Scholar
- Persée
- Qwant
- (zh) Baidu
- (ru) Yandex
- (wd) trouver des œuvres sur Wikidata

| 1. | Préciser le motif de la pose du bandeau. | Précisez le motif de la pose du bandeau en utilisant la syntaxe suivante : {{admissibilité à vérifier\|date=mai 2025\|motif=remplacez ce texte par le motif}}             |
| 2. | Informer les utilisateurs concernés.     | Pensez à avertir le créateur de l'article, par exemple, en insérant le code ci-dessous sur sa page de discussion : {{subst:avertissement admissibilité à vérifier\|LNMP}} |

LNMP est un acronyme désignant une pile de logiciels libres utilisée pour déployer des serveurs web et des applications dynamiques. Cette pile est composée des éléments suivants :
- Linux : système d’exploitation ;
- Nginx : serveur web et proxy inverse performant ;
- MySQL ou MariaDB : systèmes de gestion de bases de données relationnelles ;
- PHP : langage de programmation côté serveur.

## Contexte et utilisation
LNMP est fonctionnellement équivalent à la pile LEMP, la différence résidant principalement dans la forme de l’acronyme. Alors que « LEMP » utilise la lettre « E » pour représenter la prononciation phonétique de Nginx (« Engine-X »), « LNMP » suit l’ordre des initiales des composants. Cet acronyme est particulièrement répandu en Chine et dans d’autres régions d’Asie, et a été adopté par divers scripts d’installation et panneaux de contrôle.
Il est couramment utilisé dans des environnements exigeant des performances élevées, de la scalabilité et une faible consommation de ressources, notamment dans l’hébergement de sites à fort trafic.

## Outils associés
LNMP est fréquemment utilisé dans des outils automatisés destinés à faciliter l’installation et la gestion de cette pile logicielle. Quelques exemples notables :
- aaPanel : panneau de contrôle open source pour serveurs Linux, permettant l’installation de LNMP ou LAMP via une interface graphique.
- LNMP.org : projet chinois fournissant des scripts d’installation optimisés pour CentOS, Debian et Ubuntu.
- OneinStack : script populaire pour déployer des environnements LAMP, LNMP, etc.

## Différences avec LEMP
Il n’existe pas de différence technique entre LNMP et LEMP, les deux désignant la même combinaison de logiciels. La distinction est essentiellement terminologique et géographique. LEMP est plus courant dans la documentation occidentale, tandis que LNMP est répandu dans les pays asiatiques.

## Applications
LNMP est utilisé pour héberger des applications web modernes telles que les systèmes de gestion de contenu, les boutiques en ligne, les blogs, les tableaux de bord d’administration, ainsi que des frameworks tels que Laravel, Symfony ou WordPress.